# Ingham (Australia)
Ingham es un pueblo en la región del Great Green Way del norte de Queensland, Australia. Fundado en 1865, fue incorporado como un shire en 1879, y es el centro de abastecimiento para muchas plantaciones de caña de azúcar que fueron establecidas en los años 1870 por William Ingham, al que debe su nombre. Es el centro administrativo del condado de Hinchinbrook. Ingham se encuentra a unos 100 Kilómetros al norte de Townsville y a unos 1450 kilómetros al norte de Brisbane.

## Geografía
Ingham está a aproximadamente 100 kilómetros al norte de Townsville y a 1437 km al norte de la capital estatal, Brisbane. Es uno de varios pueblos australianos de la zona en donde se está construyendo un refugio contra ciclones, que está siendo edificado frente a la Escuela Secundaria Ingham State.

## Industria
Ingham es conocido principalmente por sus plantaciones de azúcar. Victoria Sugar Mill, el ingenio azucarero más grande de Australia y uno de los más grandes del hemisferio sur, propiedad de Sucrogen, se encuentra ubicado cerca del pueblo. Gran parte de la caña es transportada por trenes ligeros.
Otras industrias de importancia en el área de Ingham incluyen a la ganadería, la agricultura, la pesca, la madera y el turismo.

## Atracciones
El pueblo cuenta con una galería de arte regional, la TYTO Regional Art Gallery. En el mismo recinto se encuentra la Biblioteca del condado de Hinchinbrook.

### Festival australiano-italiano
El festival australiano-italiano se celebra en Ingham todos los años en mayo y es uno de los eventos más populares de la región, siendo visitado por miles de personas cada año. El festival celebra la herencia cultural de Ingham, que data de los años 1890, cuando los primeros inmigrantes italianos llegaron a la región. Más de la mitad de la población es de ascendencia italiana. El pueblo es conocido informalmente como la "Pequeña Italia".
El festival anual, celebrado en el Ingham Showgrounds, comenzó como una idea de un taller comunitario.

## Lugares de herencia cultural
Ingham tiene varios lugares listados como herencia cultural australiana, entre ellos:
- Old Bruce Highway: Gairloch Bridge[7]
- 5 Lynch Street: 5 Lynch Street[8]
- 35-39 Palm Terrace: Ingham Court House[9]

## Clima
Ingham tiene un clima monzónico tropical (clasificación de Köppen Am).
| Parámetros climáticos promedio de Ingham | Parámetros climáticos promedio de Ingham | Parámetros climáticos promedio de Ingham | Parámetros climáticos promedio de Ingham | Parámetros climáticos promedio de Ingham | Parámetros climáticos promedio de Ingham | Parámetros climáticos promedio de Ingham | Parámetros climáticos promedio de Ingham | Parámetros climáticos promedio de Ingham | Parámetros climáticos promedio de Ingham | Parámetros climáticos promedio de Ingham | Parámetros climáticos promedio de Ingham | Parámetros climáticos promedio de Ingham | Parámetros climáticos promedio de Ingham |
| Mes                                      | Ene.                                     | Feb.                                     | Mar.                                     | Abr.                                     | May.                                     | Jun.                                     | Jul.                                     | Ago.                                     | Sep.                                     | Oct.                                     | Nov.                                     | Dic.                                     | Anual                                    |
| ---------------------------------------- | ---------------------------------------- | ---------------------------------------- | ---------------------------------------- | ---------------------------------------- | ---------------------------------------- | ---------------------------------------- | ---------------------------------------- | ---------------------------------------- | ---------------------------------------- | ---------------------------------------- | ---------------------------------------- | ---------------------------------------- | ---------------------------------------- |
| Temp. máx. media (°C)                    | 32.3                                     | 31.6                                     | 30.8                                     | 29.0                                     | 27.1                                     | 25.2                                     | 24.9                                     | 26.1                                     | 28.4                                     | 30.5                                     | 31.8                                     | 32.5                                     | 29.2                                     |
| Temp. mín. media (°C)                    | 22.9                                     | 23.2                                     | 22.2                                     | 20.2                                     | 17.8                                     | 14.7                                     | 13.6                                     | 14.3                                     | 16.0                                     | 18.4                                     | 20.7                                     | 22.0                                     | 18.8                                     |
| Precipitación total (mm)                 | 388.6                                    | 477.6                                    | 355.9                                    | 201.2                                    | 112.5                                    | 45.8                                     | 34.8                                     | 38.8                                     | 38.8                                     | 47.8                                     | 118.4                                    | 195.8                                    | 2056.0                                   |
| Fuente:                                  |                                          |                                          |                                          |                                          |                                          |                                          |                                          |                                          |                                          |                                          |                                          |                                          |                                          |